# Zoo et Aquarium de San Antonio
Le Zoo et l'aquarium de San Antonio est un zoo situé à San Antonio dans l'état du Texas aux États-Unis. En 1914, le colonel George Washington Brackenridge, l'un des éminents citoyens de la ville, place des bisons, des cervidés, des singes, des lions et quatre ours sur des terres qu'il a cédé à la ville, lieu qui est maintenant connu sous le nom de parc de Brackenridge. Cette collection devient le zoo de San Antonio.
En juillet 2013, le zoo comptait plus de 8500 animaux, avec 779 espèces différentes sur 56 acres. Plus de 1 million de visiteurs sont comptés chaque année.